# Языково (Корсаковский район)
Языково — деревня в Нечаевском сельском поселении Корсаковского района Орловской области России.

## География
Деревня расположено в 90 км на северо-восток от Орла, на берегу реки Раковка.

## Население
| 1915 | 2010 |
| ---- | ---- |
| 581  | ↘0   |

## Примечание
1. 1 2  Всероссийская перепись населения 2010 года. 7. Численность населения городских округов, муниципальных районов, городских и сельских поселен
2. ↑  Справочник «Новый Кеппен». Приходы Тульской епархии (по данным клировых ведомостей, 1915—1916 гг.) — М.: Институт «Открытое общество», 2001.

## Ссылка
- Сайт Корсаково-ИНФО